# 조남국
조남국은 대한민국의 드라마 연출가이다. 

## 작품 활동

### 텔레비전 드라마
- 1994년 ~ 1996년 SBS 일요아침드라마 《까치네》 (공동 연출)
- 1996년 SBS 드라마스페셜 《8월의 신부》 (공동 연출)
- 2000년 SBS 일요아침드라마 《좋아 좋아》 (공동 연출)
- 2001년 ~ 2004년 SBS 단막극 《SBS 오픈드라마 남과여》 (공동 연출)
- 2002년 ~ 2003년 MBC 일요 아침 드라마 《사랑을 예약하세요》
- 2003년 ~ 2004년 SBS 아침드라마 《이브의 화원》
- 2005년 SBS 드라마스페셜 《홍콩 익스프레스》
- 2005년 ~ 2006년 SBS 아침드라마 《들꽃》
- 2006년 SBS 추석특집극 《내 사랑 달자씨》
- 2007년 SBS 드라마스페셜 《완벽한 이웃을 만나는 법》
- 2008년 ~ 2009년 SBS 주말극장 《유리의 성》
- 2009년 SBS 주말극장 《사랑은 아무나 하나》 (공동 연출)
- 2010년 SBS 주말극장 《이웃집 웬수》
- 2012년 SBS 월화드라마 《추적자 THE CHASER》
- 2013년 SBS 월화드라마 《황금의 제국》
- 2015년 JTBC 금토드라마 《라스트》
- 2016년 JTBC 금토드라마 《판타스틱》
- 2017년 ~ 2018년 JTBC 금토드라마 《언터처블》
- 2020년 JTBC 월화드라마 《모범형사》
- 2022년 JTBC 토일드라마 《모범형사 2》
- 2023년 tvN 토일 드라마 《세작, 매혹된 자들》